# Sillŭk sa
Sillŭk sa (신륵사 Klasztor Boskiego Jarzma) – koreański klasztor.

## Historia klasztoru
Klasztor został wybudowany ok. 680 roku w miejscu, w którym rzeka Hangang omija podstawę góry Pongmi, przez wybitnego mnicha Wŏnhyo. Położenie klasztoru jest zupełnie wyjątkowe dla starych świątyń. Sillŭk sa nie znajduje się bowiem w odległym górskim rejonie na zboczu góry, tylko zbudowany jest nad rzeką na rozległej piaszczystej plaży a przed nim znajdują się szerokie pola. To wyjątkowe miejsce jest uważane także za najpiękniejsze w prowincji Kyŏnggi. Sceneria jest tak piękna, że nawet w okresie prześladowań buddyzmu, konfucjański intelektualista Kim Byeong-ik napisał: "Nawet konfucjanista nie powinien nigdy negować piękna Sillŭk sa!". Jest to jedyny nadrzeczny klasztor w Korei.
Klasztor ten niezwykle mocno wrósł w historię i kulturę regionu. Nawet w okresie prześladowania buddyzmu przez konfucjańską dynastię Yi (Chosŏn), klasztor cieszył się protekcją ze strony dworu królewskiego i mógł się dalej rozwijać. Na jego terenie znajduje się siedem Skarbów oraz jedna Lokalna Cenna Kulturalna Wartość prowincji.
Klasztor stał się słynny w Korei, gdy w 1376 roku wszedł w nim w nirwanę (zmarł) słynny mistrz sŏn Naong Hyegun (1320–1376). W 1382 roku zebrało się w tym klasztorze ponad dwustu uczniów mistrza z całej Korei na ceremonii poświęconej jego śmierci.
Po śmierci mistrza w klasztorze powstało wiele nowych budynków. Z królewskiego rozkazu wybudowano Pawilon Tripitaki (Taejanggak). Żona króla Sejo, królowa Chŏnghi, przyjęła klasztor za swoją główną świątynię i przyczyniła się do niebywałego rozwoju klasztoru.
W tym klasztorze drukowano także Tripitakę.

## Znane obiekty[3]
- Chosadang (Gmach Dawnych Mistrzów), zawiera m.in. portrety Naonga, Muhaka Chach'o i Chigonga (zm. 1363) – Skarb nr 180
- Kamienny dzwon (pudo, w której złożono kości mnicha Naonga) – Skarb nr 228
- Oktagonalna kamienna latarnia z szarego marmuru - Skarb nr 231
- Sześciokondygnacyjna pagoda (stupa) z cegieł - Skarb nr 226
- Siedmiokondygnacyjna pagoda (stupa) z marmuru - Skarb nr 225
- Pomnik z 1383 roku poświęcony historii zbioru (biblioteki) sutr - Skarb nr 230
- Kamienna stela - Skarb nr 229
- Bŏmjong-gak (Pawilon bębna)
- Pomnik generała Won Ho

## Adres klasztoru
- 282 Cheonsong-dong Yeoju-si, Gyeonggi-do, Korea Południowa

## Galeria

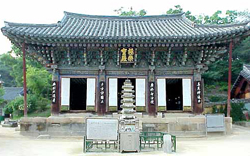
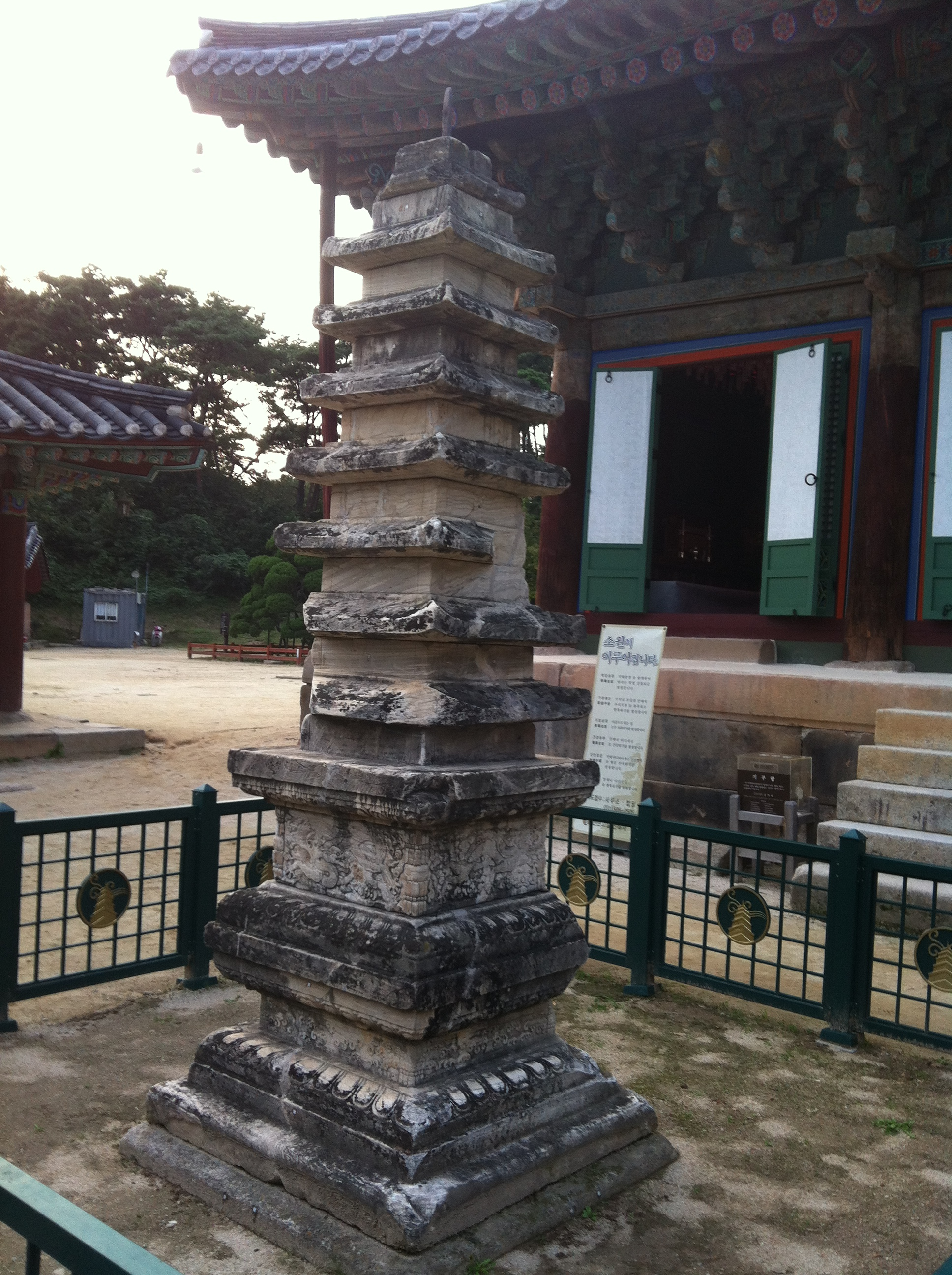
Kamienna pagoda
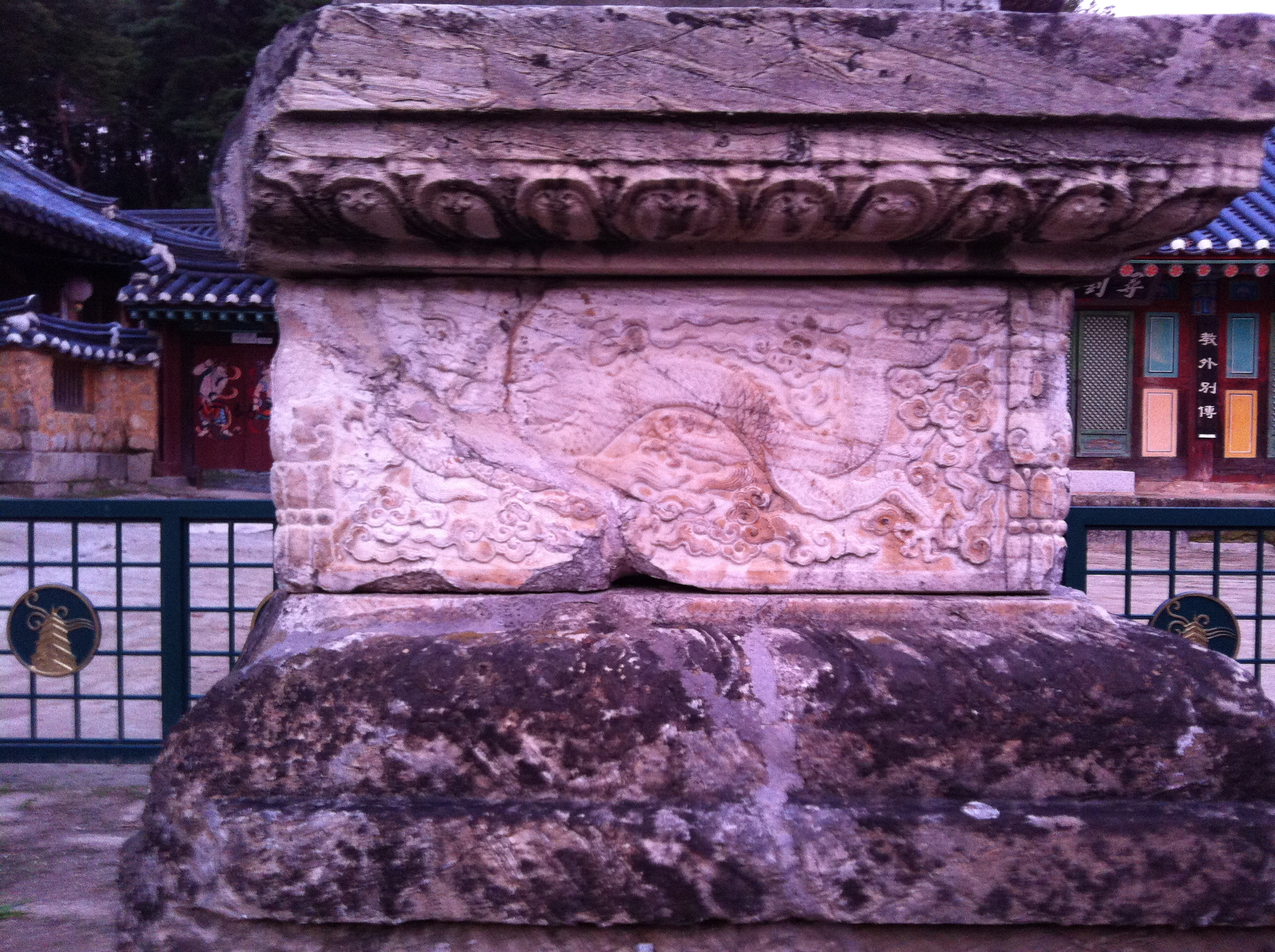
Relief w dolnej partii pagody
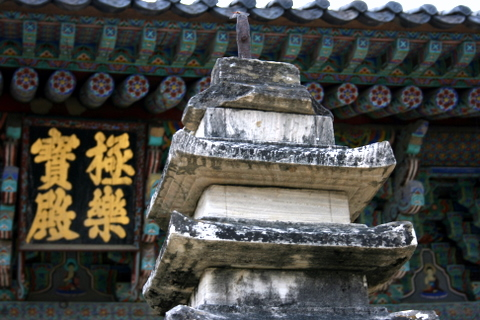
Górna część pagody
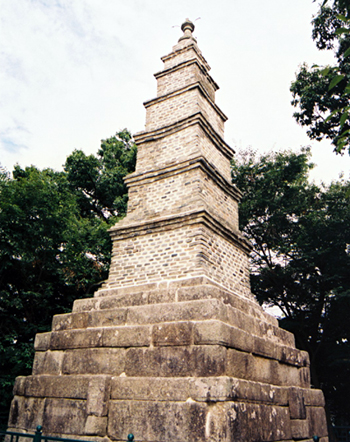
Ceglana pagoda
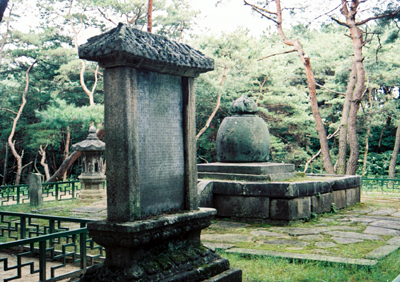
Stela i pudo
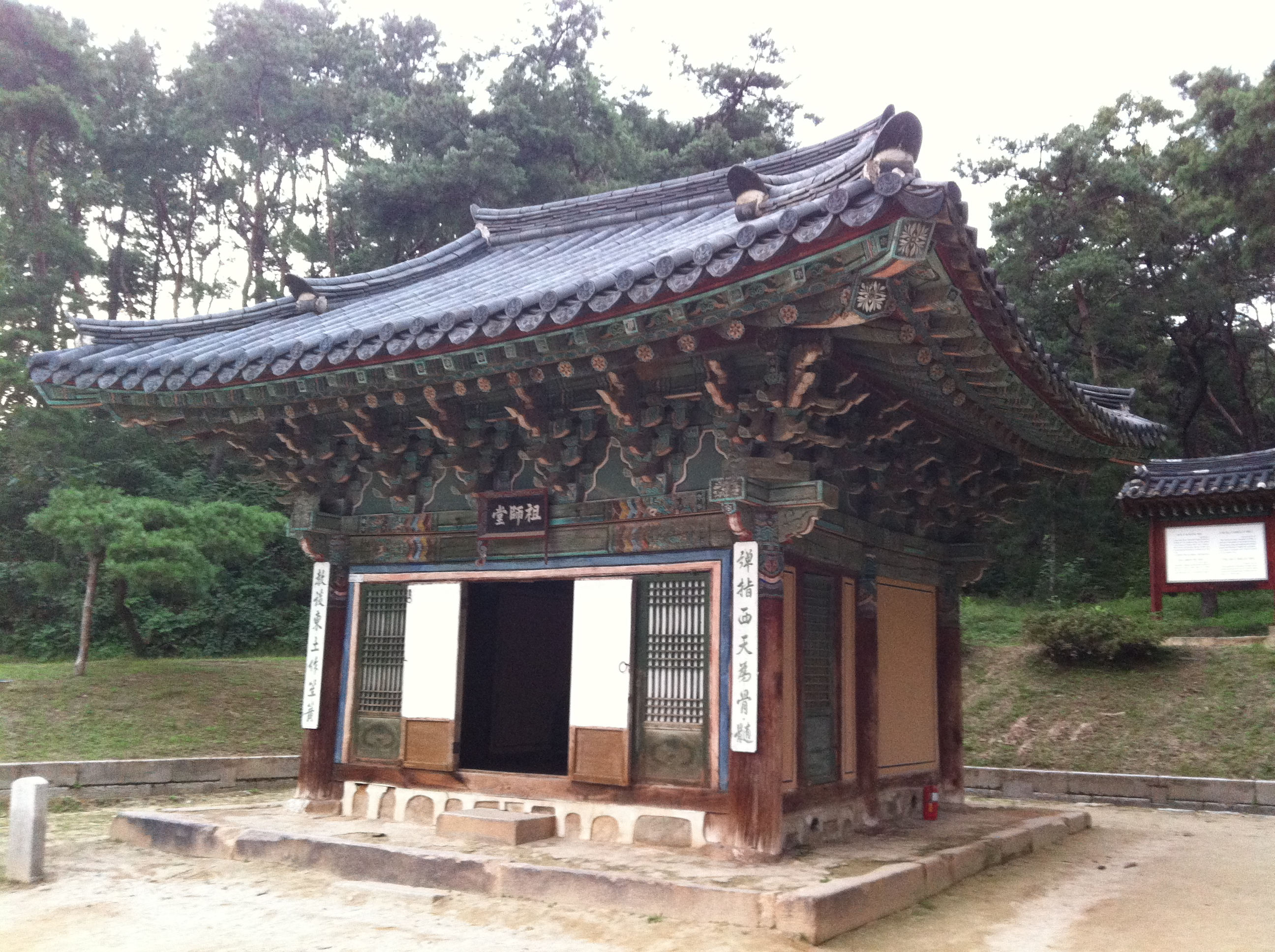
Chosadang
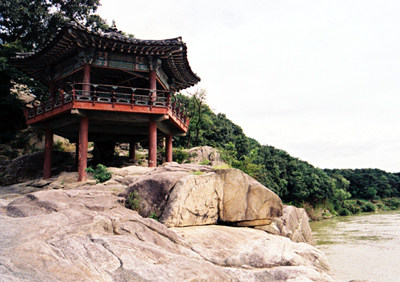